# هایم، بیبیرگ
هایم (به انگلیسی: Higham) یک روستا و محله مدنی در بریتانیا است که در Babergh واقع شده‌است. هایم ۲۰۳ نفر جمعیت دارد.